# Urszula Modrzyńska

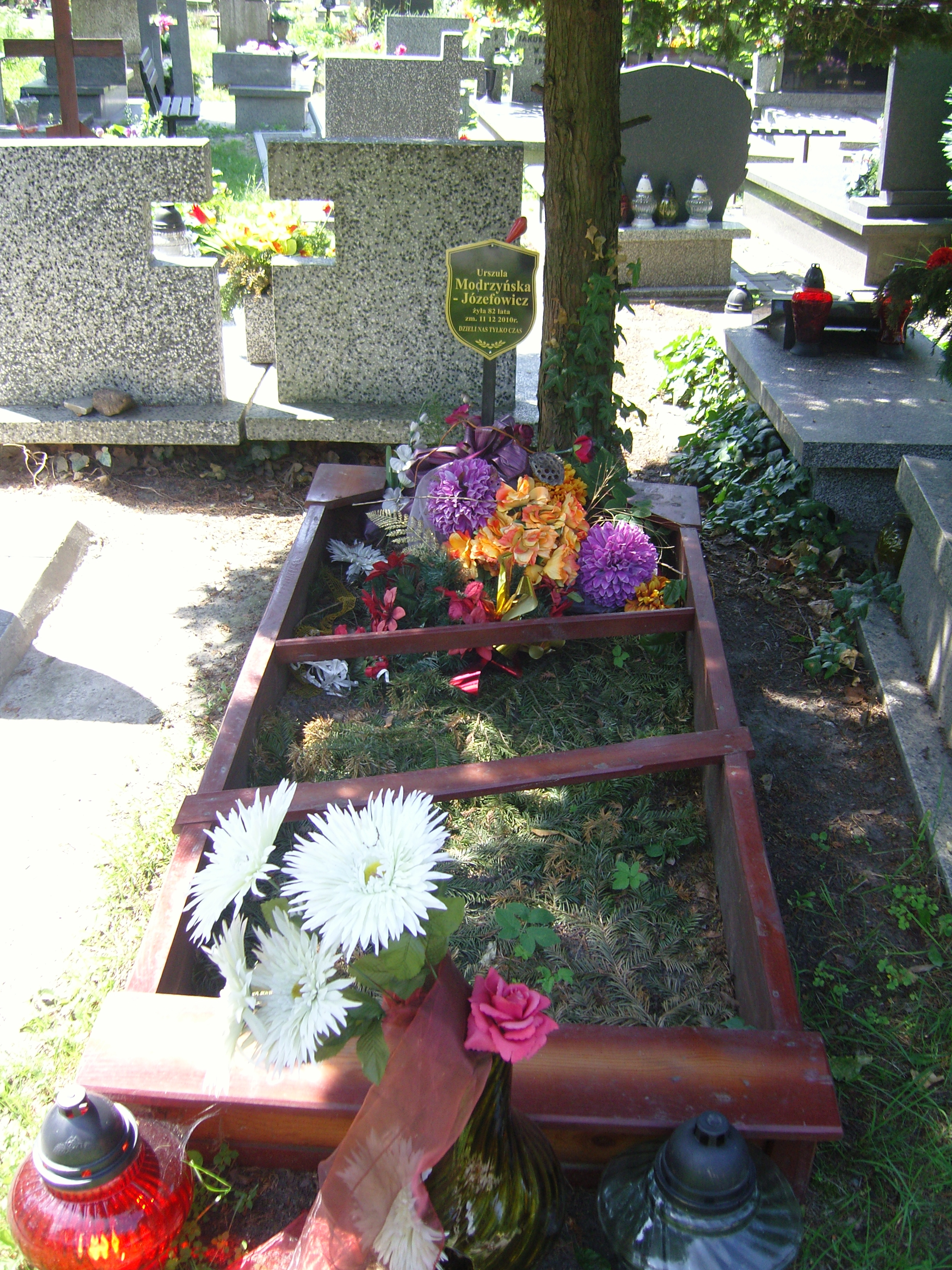
Modrzyńska Grab in Łódź

Urszula Modrzyńska (* 23. Februar 1928 in Srebrniki; † 11. Dezember 2010 in Łódź) war eine polnische Schauspielerin.

## Leben
Modrzyńska begann ihre Schauspielkarriere 1949 in Toruń. 1954 absolvierte sie ihr externes Schauspieldiplom. In den Jahren zuvor spielte sie bereits in den Theatern von Kalisz und Poznań. 1954 wechselte sie an das Jaracz-Theater von Łódź und gab außerdem ihr Kinodebüt. Andrzej Wajda gab ihr 1955 die weibliche Hauptrolle in seinem Debütfilm Eine Generation. Eine weitere erinnernswerte Rolle spielte sie 1960 in Die Kreuzritter von Aleksander Ford. Hauptsächlich spielte sie jedoch Theater. 1960 wechselte sie vom Jaracz-Theater an das Teatr Nowy in Łódź, wo sie bis auf eine einjährige Unterbrechung 1966/67 am Teatr Polski in Warschau bis 1983 zum Ensemble gehörte. Nach kleineren Gastrollen bis 1986 zog sie sich endgültig von der Theaterbühne ins Privatleben zurück.

## Filmografie (Auswahl)
- 1954: Niedaleko Warszawy
- 1955: Eine Generation (Pokolenie)
- 1956: Der Mann im Frack (Nikodem Dyzma)
- 1957: Wracks (Wraki)
- 1958: Verregneter Juli (Deszczowy lipiec)
- 1959: Tödliche Begegnung (Ostatni strzał)
- 1960: Die Kreuzritter (Krzyżacy)
- 1961: Die unvergessene Nacht (Dziś w nocy umrze miasto)
- 1963: Das zauberhafte Auto (Wielka, większa i największa)
- 1973: Der See der Kuriositäten (Jezioro osobliwości)